# Alicularia insecta
Alicularia insecta là một loài rêu tản trong họ Jungermanniaceae. Loài này được (Lindb.) Levier miêu tả khoa học lần đầu tiên năm 1905.